# Стиг
Стиг (англ. The Stig) — псевдоним,  которым представляют пилота-испытателя автомобилей, участвующего в телепередаче Top Gear британской компании BBC. В передаче, как правило, участвует один главный Стиг. Иногда в передаче также появляются его «родственники» (например, двоюродный брат Стига) в похожей экипировке.
Стиг устанавливает время прохождения круга на автомобилях, которые испытывают на шоу, а также проводит инструктаж гостей шоу для одной из рубрик передачи «Звезда в бюджетном автомобиле».
Всего с момента старта передачи существовало три Стига. Первый Стиг участвовал только в первых двух сезонах, второй Стиг с третьего до 15 сезона. Третий Стиг приступил к работе с 16 сезона в декабре 2010 года.

## Создание образа
Идея создания персонажа тайного водителя пришла ведущему Джереми Кларксону и продюсеру шоу Энди Уилману. Имя Стиг — это прозвище, которое давали всем «новичкам» в школе Рептон, где учился Кларксон.
Джереми Кларксон и продюсер Энди Уилман пришли к идее персонажа Стига в связи с перезапуском оригинального Top Gear. В новом шоу должны были появиться зрители, куча трюков и гонок.
Кларксона берут на работу в The Sunday Times с заданием придумать образ Стига. Джереми Кларксон и Энди Уилман хотели, чтобы это был профессиональный автогонщик, но столкнулись с проблемой, мало кто из гонщиков мог хорошо говорить перед камерой. Тогда было принято решение, что Стиг будет всегда молчать.
Иногда для съёмок в других странах Top Gear приглашает местных гонщиков, которых ведущие представляют как «кузенов Стига», эти гонщики также одеваются в белый костюм и закрытый шлем, подобно Стигу.
По заказу Би-Би-Си был изготовлен 9-метровый «прижизненный памятник» белому Стигу, который участвовал в мероприятиях в Берлине и Амстердаме, а потом был установлен в центре Варшавы в целях рекламы нового телеканала «BBC Brit».
У Стига есть «собственный» канал на YouTube.

## Тайна личности
Личность Стига держится в секрете. Во время всех выпусков он появляется в своей знаменитой защитной экипировке и шлеме, более того, он ни разу не проронил ни слова, если не считать отрывочных реплик. Ведущие телешоу отшучиваются от вопросов относительно личности Стига, говоря, что это всего лишь робот.
В телешоу ему отведена роль загадочного «прирученного гонщика». Между тем, Стиг появляется в титрах как ведущий телешоу, наравне с Джереми Кларксоном, Ричардом Хаммондом и Джеймсом Мэйем.
Основная обязанность Стига — гонять в автомобилях по тест-треку в Дансфолд Парке. Результаты Стига заносятся на специальное табло. Также в телешоу приглашают гостей, чаще всего актёров, музыкантов, иногда политиков и т. д. Стиг тренирует их на тест-треке, затем звёзды проезжают зачётный круг, и их результаты тоже попадают на специальное табло.
В некоторых случаях пилотом-испытателем под псевдонимом Стиг выступают другие гонщики. Некоторые тесты проводили сами владельцы автомобилей. А когда Top Gear обкатывала болид Формулы-1 команды «Рено», за рулём был Хейкки Ковалайнен.
21 июня 2009 года гонщиком, чьё настоящее имя долгое время держалось в тайне, представился семикратный чемпион мира по гонкам «Формула-1» Михаэль Шумахер. В конце передачи ведущий Top Gear Джереми Кларксон сказал, что не уверен, «что Стига действительно зовут Михаэль Шумахер», а сам Шумахер в титрах значился как «приглашённая звезда». Согласно официальным данным, Шумахер на самом деле был приглашён для теста чёрной Ferrari FXX как владелец автомобиля, представление его Стигом было связано с тем, что руководство Феррари доверило управление автомобилем только Михаэлю.

### Чёрный Стиг
Первым Стигом, одетым полностью в чёрное, был известный британский гонщик Перри Маккарти. Его личность была раскрыта после первого сезона газетой The Sunday Mirror, и в начале третьего сезона в 2003 году Стиг в чёрном «погиб» во время попытки разогнать Jaguar XJ-S до скорости 109 миль/ч (175 км/ч) по взлётной палубе авианосца Invincible. Перри Маккарти при этом не пострадал.

### Первый Белый Стиг
В следующем выпуске Top Gear публике был представлен новый Стиг, одетый во все белое.
1 сентября 2010 года было официально подтверждено, что роль Стига в белом исполняет Бен Коллинс. Бен Коллинс 16 сентября 2010 года намеревался выпустить книгу автобиографию «Человек в белом костюме», при попытке запретить издание компанией BBC. В последнем (шестом) эпизоде 17 сезона Бен Коллинс вернулся в Top Gear в качестве инструктора по вождению, уже не скрывая своего лица. Ричард Хаммонд представил его зрителям как старого Стига и подшучивал над ним, говоря о том, что не стоит ему ничего рассказывать, так как он сразу напишет об этом в своей книге.

### Второй Белый Стиг
После раскрытия личности предыдущего Стига, в шестнадцатом сезоне, был представлен новый Белый Стиг. Сначала в новогоднем выпуске был показан Стиг-младенец, якобы выращиваемый на «ферме Стигов» и способный вырасти до взрослого за месяц, и после новогодних каникул новый Стиг приступил к работе.
26 сентября 2024 года Джереми Кларксон официально подтвердил личность последнего Белого Стига, что завершило долгую историю загадок, связанных с этим персонажем. Кларксон раскрыл эту информацию во время сессии вопросов и ответов после показа финального эпизода его шоу The Grand Tour.
Фил Кин, которому на момент раскрытия 40 лет, на протяжении многих лет участвовал в гонках чемпионата British GT и в 2024 году выступал за команду 2 Seas Motorsport на Mercedes-AMG GT3. Он заменил Бена Коллинса в 2010 году, после того как тот рассекретил свою личность, выпустив автобиографию. Интересно, что Кин и Коллинс позже совместно работали над фильмом 2015 года Ben Collins: Stunt Driver.